# Victoria Heredia
Victoria Catarina Heredia Tamez (28 de mayo de 1996) es una deportista mexicana que compite en taekwondo.
Ganó tres medallas en los Juegos Panamericanos, en los años 2015 y 2023, y cinco medallas en el Campeonato Panamericano de Taekwondo entre los años 2016 y 2024.

## Palmarés internacional
| Juegos Panamericanos    | Juegos Panamericanos         | Juegos Panamericanos | Juegos Panamericanos |
| Año                     | Lugar                        | Medalla              | Categoría            |
| ----------------------- | ---------------------------- | -------------------- | -------------------- |
| 2015                    | Toronto (Canadá)             | Medalla de plata     | –67 kg               |
| 2023                    | Santiago (Chile)             | Medalla de plata     | Equipo               |
| 2023                    | Santiago (Chile)             | Medalla de bronce    | +67 kg               |
| Campeonato Panamericano |                              |                      |                      |
| Año                     | Lugar                        | Medalla              | Categoría            |
| 2016                    | Querétaro (México)           | Medalla de bronce    | –67 kg               |
| 2018                    | Spokane (Estados Unidos)     | Medalla de plata     | –67 kg               |
| 2021                    | Cancún (México)              | Medalla de plata     | –67 kg               |
| 2022                    | Punta Cana (Rep. Dominicana) | Medalla de bronce    | –73 kg               |
| 2024                    | Río de Janeiro (Brasil)      | Medalla de bronce    | –73 kg               |